# Gasherbrum II
Il Gasherbrum II (noto anche come K4) è la seconda vetta più alta del massiccio del Gasherbrum, situato nella catena montuosa del Karakoram, nell'Himalaya, la tredicesima montagna più alta della Terra con i suoi 8.035 m s.l.m..

## Ascensioni

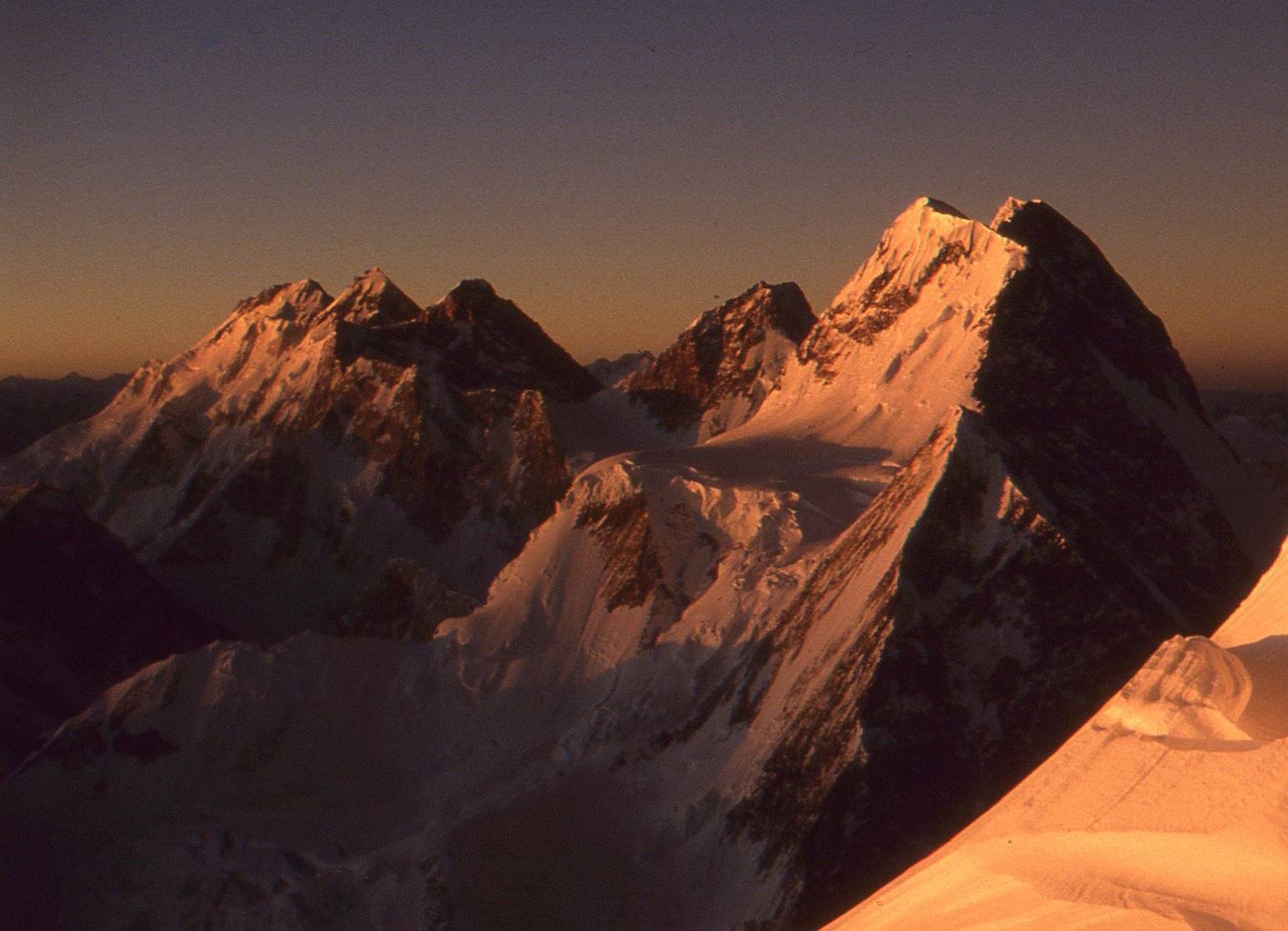

### Prima ascensione
La prima ascensione fu compiuta l'8 luglio 1956 da Fritz Moravec, Josef Larch e Hans Willenpart, componenti di una spedizione austriaca.

### Prima ascensione femminile
La prima ascensione femminile fu compiuta il 12 agosto 1975 da Anna Okopinska e Halina Kruger-Syrokomska, facenti parte di una spedizione polacca, per la cresta est.
La prima donna italiana a salire in vetta è stata Goretta Traverso, l'11 luglio 1985, insieme al marito Renato Casarotto. Fu la prima volta che un'alpinista italiana raggiungeva la cima di un ottomila.

### Prima ascensione invernale
La prima ascensione invernale è stata compiuta il 2 febbraio 2011 da Simone Moro, Denis Urubko e Cory Richards. La salita ha rappresentato anche la prima salita invernale di un ottomila del Karakorum e per Moro si è trattato della terza prima invernale di un ottomila, dopo lo Shisha Pangma nel 2005 e il Makalu nel 2009.

### Concatenamenti
Tra il 23 e il 30 giugno 1984 Reinhold Messner e Hans Kammerlander realizzarono il primo concatenamento del Gasherbrum II e Gasherbrum I, senza passare dal campo base, senza rifornimenti di materiale e viveri preventivi, e senza incontrare altri alpinisti. Si trattò del primo concatenamento in assoluto di due ottomila.
La spedizione fu seguita dal regista Werner Herzog nel docu-film Gasherbrum.

### Altre salite
Nel seguente elenco sono riportati gli altri eventi più significativi riguardanti il Gasherbrum II.
- 1975 - Seconda scalata da parte di una spedizione francese, 19 anni dopo la prima ascesa. Questa spedizione vide inoltre la prima vittima documentata sul Gasherbrum. Tre altre spedizioni giunsero in vetta, tra cui una squadra femminile polacca guidata da Wanda Rutkiewicz.
- 1979 - Una spedizione cilena e una tedesca completano la sesta e la settima ascesa.
- 1982 - Reinhold Messner raggiunge la vetta assieme a due portatori pakistani.
- 2003 - Nives Meroi raggiunge la vetta in compagnia del marito Romano Benet, Luca Vuerich e Battista Galbiati.
- 2007 - Karl Unterkircher e Daniele Bernasconi raggiungono la vetta, aprendo una nuova via sulla inviolata parete nord in stile alpino. Il terzo alpinista Michele Compagnoni si è fermato a 150 metri dalla cima.[7]

## Discese in sci
- La prima discesa in sci dalla cima fu realizzata il 6 agosto 1984 dal francese Patrice Bournat e dallo svizzero Wim Pasquier.[8]
- Il 22 luglio 2005 Fredrik Ericsson e Jørgen Aamot, nell'ambito della "Pakistan Ski Expedition 2005", compiono una discesa in sci dalla vetta.[9]